# 御巫清泰
御巫 清泰（みかなぎ きよやす、1934年（昭和9年）10月1日 - 2012年（平成24年）7月7日）は、昭和から平成時代の土木技術者、実業家。運輸省港湾局長、関西国際空港会社社長を歴任。

## 経歴・人物
1958年（昭和33年）東京大学土木工学科卒業。運輸省に入省し、港湾局環境整備課長、港湾局計画課長、港湾局技術参事官、港湾局長などを歴任。1998年（平成10年）関西国際空港代表取締役社長に転じ、2003年（平成15年）日本港湾協会会長となった。ほか、土木学会理事、関西支部長などを務めた。2005年（平成17年）土木学会功績賞受賞。2012年（平成24年）7月7日、急性硬膜下血腫により死去した。